# باري سيرز
باري سيرز (بالإنجليزية: Barry Sears) هو اخصائي تغذية وعالم كيمياء حيوية أمريكي، ولد في 6 يونيو 1947 في لونغ بيتش في الولايات المتحدة.